# Västlig hedsmyg
Västlig hedsmyg (Calamanthus montanellus) är en fågel i familjen taggnäbbar inom ordningen tättingar.

## Utbredning och systematik
Fågeln förekommer i sydvästra Australien, söder om en linje från Pt. Culver till Geraldton (förutom längst i sydväst). Den behandlades tidigare ofta som en underart till rosthedsmyg (C. campestris). 

## Status
IUCN kategoriserar den som livskraftig.